# Dumping walutowy
Dumping walutowy (dumping monetarny) – polityka państwa polegająca na świadomej deprecjacji kursu waluty krajowej w relacji do walut zagranicznych. Celem takiej polityki jest poprawa konkurencyjności cenowej towarów, produktów i usług z danego kraju na rynkach międzynarodowych. Zaniżony kurs walutowy powoduje, że ceny dóbr wytworzonych w danym kraju wyrażone w walucie obcej są niższe (bardziej konkurencyjne na rynkach zagranicznych), natomiast ceny dóbr importowanych wyrażone w walucie krajowej są wyższe (mniej konkurencyjne na rynku krajowym) niż przed deprecjacją kursu.